# Super Bizz !
Super Bizz ! ou  La Super Abeille ! (The Mighty B!) est une série d'animation américaine en quarante épisodes de 22 minutes créée par Amy Poehler, Cynthia True et Erik Wiese et diffusée entre le 26 avril 2008 et le 12 juin 2011 sur Nickelodeon.
La série se centre sur Bessie Higgenbottom, une scout abeille ambitieuse qui pense qu'elle deviendra un jour une super-héroïne nommée Super Bizz lorsqu'elle aura l'ultime badge des abeilles. Bessie vit à San Francisco, avec sa mère célibataire Hilary, son frère Ben et son chien Youpi. Dans la version originale, l'un des créateurs de la série, Amy Poehler, double la voix de Bessie.
En France, la série a été diffusée sur Nickelodeon à partir du 15 mai 2010 et rediffusée sur Nickelodeon Teen.

## Synopsis
La série se déroule principalement dans la ville de San Francisco, en Californie, aux États-Unis, et relate les aventures de Bessie Higgenbottom, une scout abeille ambitieuse et très optimiste de 9 ans et demi portant tous les jours son uniforme. Elle pense un jour devenir une héroïne nommée Super Bizz dans le cas où elle collecterait l'ultime badge des abeilles. Dans le premier épisode, il est démontré qu'elle doit gagner 4.584 pour y parvenir. Son jeune et loyal frère, Ben, l'assiste dans tous ces plans. Youpi, quant à lui, est le chien dévoué et « fidèle » de Bessie. Bessie et Ben vivent tous les deux avec leur mère, Hilary, qui possède un coffee shop nommé Hilary's Café. Bessie parle souvent avec son ami imaginaire, « P'tit doigt », son index sur lequel elle y a dessiné des yeux et un sourire.
D'autres personnages apparaissent dans la série tels que les scouts abeilles, Porcia et sa bande, etc.

## Production

### Développement
Quelques années avant la première diffusion de Super Bizz !, la cocréatrice Amy Poehler et un nombre de membres de Nickelodeon parlaient et proposaient une émission dans laquelle un personnage féminin serait protagoniste. Elle trouve cette idée avec enthousiasme « fascinante ».
Super Bizz ! était nommé au début de l'année 2006 Super Scout. L'idée vient de la cocréatrice Poehler, Cynthia True et de Erik Wiese. Brown Johnson, animateur de la chaîne Nickelodeon, était « absolument scié d'avoir une équipe de choc telle qu'Amy, Erik et Cynthia pour créer ce personnage pour une nouvelle génération ». Poehler dit qu'elle était « sciée de voir que le monde découvrira enfin la fille hyperactive douce et drôle qu'est Bessie Higgenbottom […] Erik, Cynthia et moi sommes très heureuse de travailler avec les gens sympatoches de Nickelodeon. Dans le langage de Bessie, ça veut dire "génial !"! ».
Durant une entrevue avec TV Guide, lors de la question si Poehler appelait les adultes à regarder l'émission, elle écrit :

« Bien sûr. Ce que j'aime chez Bob l'éponge c'est que même les adultes peuvent regarder. Mais les enfants l'adorent car ils ne voient pas leur personnalité au travers du personnage. C'est ce que nous avons tenté de faire dans Super Bizz ! [...] Nous avons cherché à ce que l'émission ait un personnage féminin à fort caractère qui ne vit pas dans un monde féerique d'arc-en-ciels et de licornes" »

### Distribution
La voix d'Amy Poehler doublant Bessie Higgenbottom, une scout abeille de 9 ans et demi. Poehler décrit son personnage « dynamique et très optimiste » et « un peu maladroite, mais très courtoise ».
En addition, Sarah Thyre, Kenan Thompson, Matt Besser, Keone Young, Jessica Chaffin (en) et Kevin Michael Richardson sont les doubleurs de la série dans la version originale. Il y a eu aussi certains invités spéciaux tels que Jill Talley, Jackée Harry, Rob Corddry, John Ross Bowie, Brian Posehn, Zachary Gordon, Paul Butcher, Niecy Nash, Dan Schneider et Audrey Wasilewski. Le mari de Poehler, Will Arnett, pourrait également faire partie des invités. Les nouveaux épisodes seront diffusés aux États-Unis en 2011.

### Récompenses

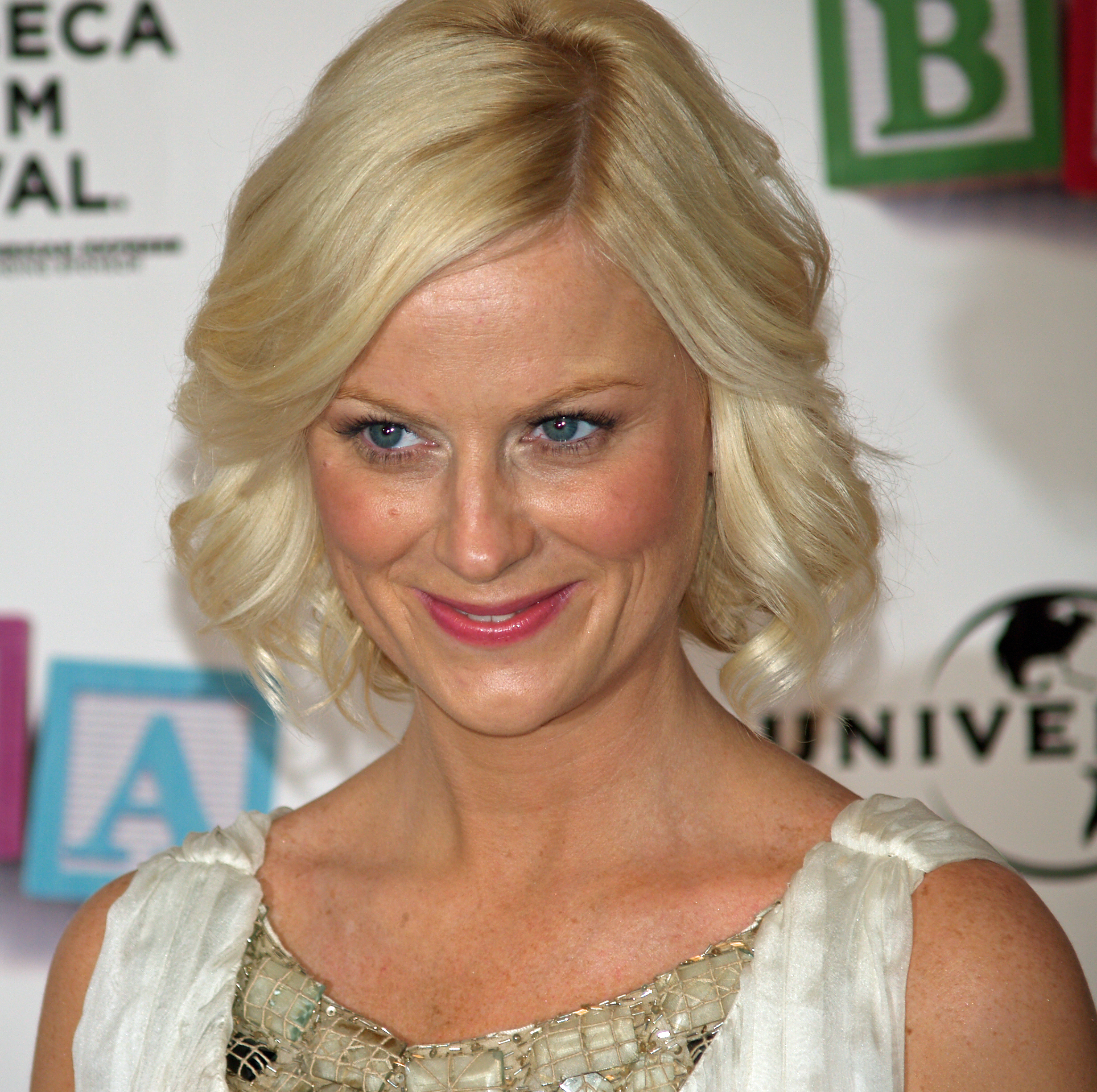
Amy Poehler créatrice et doubleuse de Bessie.

Super Bizz est son équipe ont été nommés pour six Annie Awards, mais n'ont jamais été récompensés. L'émission a été nommée pour quatre Daytime Emmy Awards, n'en gagnant qu'un seul. Elle a aussi été nommée pour un Artios Award.
| Récompense                | Catégorie                                                      | Nomination                          | Résultat   |
| ------------------------- | -------------------------------------------------------------- | ----------------------------------- | ---------- |
| 2009, Golden Reel Awards  | Meilleure édition des sons - programme télévisé                |                                     | Nomination |
| 2009, Artios Awards       | Meilleur casting                                               | Sarah Noonan                        | Nomination |
| 2009, Annie Awards        | Meilleur programme pour enfants                                |                                     | Nomination |
| 2009, Annie Awards        | Meilleur design                                                | Seanna Hong pour "Bee Patients"     | Nomination |
| 2009, Annie Awards        | Meilleur storyboard                                            | Eddie Trigueros pour "Name Shame"   | Nomination |
| 2009, Daytime Emmy Awards | Meilleur investissement individuel dans une série d'animation  | Larry Murphy                        | Lauréat    |
| 2009, Daytime Emmy Awards | Meilleure performance d'une série d'animation                  | Amy Poehler                         | Nomination |
| 2010, Annie Awards        | Meilleur programme pour enfants                                |                                     | Nomination |
| 2010, Annie Awards        | Meilleur design des personnages dans un programme pour enfants | Bryan Arnett pour "Catatonic"       | Nomination |
| 2010, Annie Awards        | Meilleur design de l'histoire de la production télévisuelle    | Sunil Hall pour "Catatonic"         | Nomination |
| 2010, Daytime Emmy Awards | Meilleure performance de doublage                              | Amy Poehler                         | Nomination |
| 2010, Daytime Emmy Awards | Direction d'un programme animé                                 | Erik Wiese Alex Kirwan Cynthia True | Nomination |

## Distribution

### Voix originales
- Amy Poehler : Bessie Higgenbottom
- Grey DeLisle : Portia Gibbions, Chai Gallagher
- Dannah Felligas : Penny
- Jessica DiCicco : Gwen Wu
- Megan Cavanagh : Hillary Higgenbottom
- Dee Bradley Baker : Happy
- Andy Richter : Ben Higgenbottom
- Sarah Thyre : Marion Gibbions
- Kenan Thompson : Rocky
- Kevin Michael Richardson : Donald the Mailman (Le facteur)
- Matt Besser : Anton St. Germain, Hippie
- Keone Young : Mr. Wu
- Maya Rudolph : Cherry

### Voix françaises
- Barbara Beretta : Bessie Higgenbottom
- Dorothée Pousséo : Porcia Gibbons
- Véronique Augereau : Hilary
- Élisabeth Ventura : Penny
- Christine Bellier: Gwen Wu, Mme Gibbons
- Maël Davan-Soulas : Ben Higgenbottom
- Patrick Mancini : Hippie
- Pascal Germain : Anton St. Germain
- Patrice Baudrier : Mr Wu
- Tony Marot : Rocky
- Olga Sokolow : Chai Gallagher
- Sophie Riffont : Pluie de Fleur
- Lucile Boulanger : Sissy Sullivan, Cherry

## Épisodes
| Saison | Saison | Épisodes | États-Unis        | États-Unis    |
| Saison | Saison | Épisodes | Début de saison   | Fin de saison |
| ------ | ------ | -------- | ----------------- | ------------- |
|        | 1      | 20       | 26 avril 2008     | 12 juin 2009  |
|        | 2      | 20       | 21 septembre 2009 | 12 juin 2011  |

### Première saison (2008-2009)
- 1. Si Heureux ensemble/Bon seizième
- 2. La Babizz-sitter/ La nuit à l'abeille étoile
- 3. Intelligence artificielle/Les Bizz-Band
- 4. Youpi orphelin/Trop bizz-ard le corps
- 5. Bat Mitzvah Crashers/ super faiblesse secrète
- 6. Mme Bizz Voyante/ L'abeille Alien
- 7. À deux doigts/ l'abeille au foyer
- 8. L'apprentie/Abeille-Medicte Arnold
- 9. La correspondante I-Miel/Penny Cœur Joey
- 10. Dix petites abeilles/Prout Prout
- 11. Piqûres d'abeilles/ La reine des abeilles
- 12. Youpie tralala/Pestacle de magie
- 13. Les enfin malades/Squat à la ruche
- 14. Un K tatastrophe/Caramels cheliou
- 15. Pas nette sans lunettes/Yen et Boupie
- 16. Ben appétit/Les abeilles vidéo-accro
- 17. Penny contre Bessie/L'esprit de la dinde
- 18. Sacré Bizz-nœuds/L'eskiffantastique
- 19. Les Libellules
- 20. Youpie, muse à museau/Sœur Abeille, ne vois-tu rien ?

### Deuxième saison (2009-2011)
En septembre 2008, la série a été renouvelée pour une seconde saison de vingt nouveaux épisodes, dont la diffusion a débuté le 21 septembre 2009. La seconde saison devrait normalement être la dernière de la série, puisqu'elle était absente lors de l'annonce de la saison 2010-2011 de Nickelodeon.

## Commentaires
- La première diffusion de la série Super Bizz ! a eu lieu le samedi 26 avril 2008, au lendemain du lancement du film Baby Mama au cinéma, où le personnage incarné par Amy Poehler raconte qu'elle aurait aimé rester chez elle pour regarder Super Bizz ![16].
- Depuis ses débuts, l'émission a attiré pas moins de 3.1 millions de téléspectateurs. Au milieu de l'année 2008, l'émission a été classé parmi le top 5 des programmes animés de télévision aux États-Unis[17].